# Атмосфера на Луната
Атмосферата на Луната е много разредена и нищожна в сравнение с тази на Земята. Един от източниците на лунната атмосфера е освобождаването на газове като радона, който води началото си от радиоактивното разпадане в кората и мантията. Друг източник са бомбардировките с микрометеорити, йони от слънчевия вятър, електрони и слънчева светлина. Газовете, които се получават при тези процеси, могат да се натрупат като реголит вследствие на лунната гравитация, или могат да излетят в космоса заради радиационния натиск от Слънцето или да бъдат отнесени от Слънчевият вятър, ако са йонизирани.
Елементите натрий (Na) и калий (K) са открити с помощта на наблюдения от Земята, докато елементи като радон-222 и полоний-210 са открити от спектрометъра на лунния апарат Lunar Prospector. Аргон-40, He-4, O и/или CH4, N2 и/или CO, и CO2 са открити от космонавтите от програма Аполо.